# Estación de Venta Mina
Venta Mina, también llamada Venta Mina-Siete Aguas, es un apeadero ferroviario situado en la urbanización de Venta Mina, en el municipio español de Buñol en la provincia de Valencia, comunidad autónoma de la Comunidad Valenciana. Forma parte de la línea C-3 de Cercanías Valencia.

## Situación ferroviaria
La estación se encuentra en el punto kilométrico 35,9 de la línea férrea 310 de la red ferroviaria española que une Aranjuez con Valencia. Más concretamente este kilometraje tiene que ver con la sección Utiel-Valencia donde Utiel se toma como pk.0. Tomando la línea en su conjunto el pk. correspondiente es el 300,7. El tramo es de vía única y está sin electrificar. 

## Historia
La estación fue abierta al tráfico el 1 de octubre de 1885 siendo cabecera de la línea Siete Aguas-Utiel, que pretendía unir inicialmente Valencia con Cuenca, aunque finalmente se detuvo en Utiel. Las obras corrieron a cargo de la Compañía de los Caminos de Hierro del Este de España, que con este tramo lograba cerrar la conexión entre Valencia y Utiel. Sin grandes tráficos estables ni enlaces con ninguna línea de peso, «Este» se vio abocada a la bancarrota, siendo anexionada por la compañía «Norte» en 1892. Norte mantuvo la gestión de la estación hasta la nacionalización de la red de ancho ibérico en 1941 y la creación de RENFE. Desde el 1 de enero de 2005, tras la extinción de la antigua RENFE, Renfe Operadora explota la línea mientras que Adif es la titular de las infraestructuras.

## La Estación
Está situada en un desvío sin señalizar de la N-3, a una cota superior. Se puede acceder por carretera parcialmente asfaltada o por unas escaleras hechas con traviesas de madera. En cualquier caso, la estación no está adaptada a usuarios con movilidad reducida, ni dispone de aparcamiento adecuado.

## Servicios ferroviarios

### Cercanías
Forma parte de la línea C-3 de Cercanías Valencia. La estación tiene un servicio reducido a diferencia de otras de la línea, con cuatro trenes diarios en sentido Valencia y tres en sentido Utiel. En verano incrementan el servicio.
| procedencia/destino | < estación | Línea | estación >  | destino/procedencia |
| ------------------- | ---------- | ----- | ----------- | ------------------- |
| Valencia-Norte      | Buñol      |       | Siete Aguas | Utiel               |